# Scaptodesmus roccatii
Scaptodesmus roccatii är en mångfotingart som beskrevs av Filippo Silvestri 1907. Scaptodesmus roccatii ingår i släktet Scaptodesmus och familjen Chelodesmidae. Inga underarter finns listade i Catalogue of Life.